# 海斯廷斯聯足球會
海斯廷斯聯足球會（Hastings United）是一支位於英格蘭海斯廷斯的職業足球會，目前於英格蘭足球依斯米安聯賽超聯組角逐。

## 外部連結
- Official website （页面存档备份，存于）
- Hastings United@Football Club History Database